# Allotrichoma senegalense
Allotrichoma senegalense är en tvåvingeart som beskrevs av Canzoneri 1989. Allotrichoma senegalense ingår i släktet Allotrichoma och familjen vattenflugor.
Artens utbredningsområde är Senegal. Inga underarter finns listade i Catalogue of Life.